# Лемвердер
Лемвердер (њем. Lemwerder) општина је у њемачкој савезној држави Доња Саксонија. Једно је од 9 општинских средишта округа Везермарш. Према процјени из 2010. у општини је живјело 7.161 становника. Посједује регионалну шифру (AGS) 3461006.

## Географски и демографски подаци
Лемвердер се налази у савезној држави Доња Саксонија у округу Везермарш. Општина се налази на надморској висини од 1 метара. Површина општине износи 36,4 km². У самом мјесту је, према процјени из 2010. године, живјело 7.161 становника. Просјечна густина становништва износи 197 становника/km².